# ジョン・ウォーラー

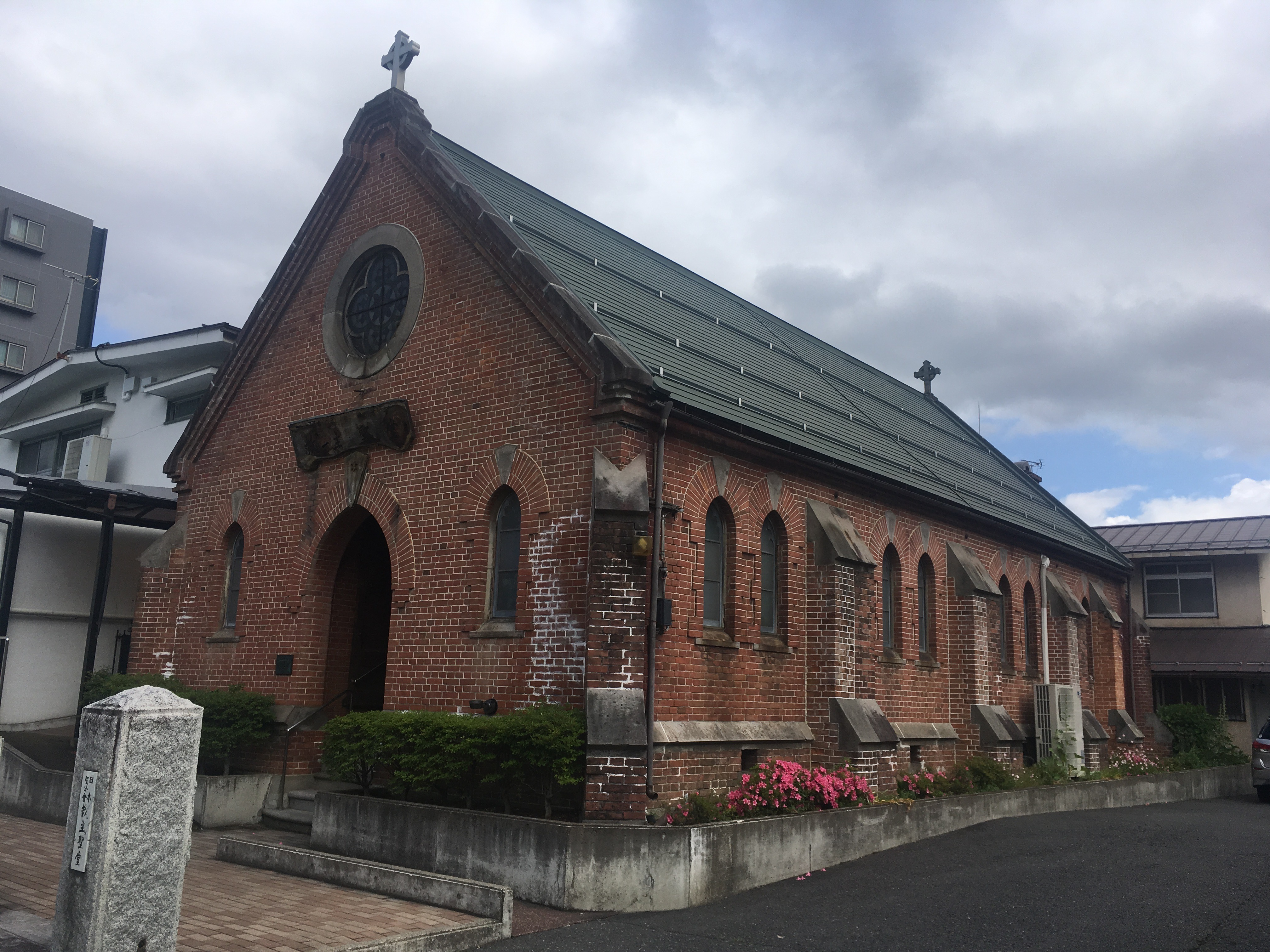
長野聖救主教会

ジョン・ゲージ・ウォーラー（John Gage Waller、1863年1月26日 - 1945年3月22日）は、カナダ聖公会伝道協会の宣教師である。
1863年にカナダ、南オンタリオ州の農場で生まれる。トリニティ・カレッジで学び、カナダ聖公会の聖アンナ教会の副牧師をする。1887年に執事になり、1888年に司祭の按手礼を受ける。
1890年カナダ聖公会伝道協会の宣教師として日本に行く。最初東京で伝道するが、ビューテス主教の要請で福島伝道に行く。1892年には長野県に伝道に行く。長野（長野聖救主教会）、千曲市稲荷山（稲荷山諸聖徒教会）、飯山、新潟県高田（上越市）などに教会を設立する。また、長野小布施に結核患者のために新生療養所を設立する。
1938年に妻が日本で死去する。1942年太平洋戦争の最中にカナダに帰国し、翌年カナダのハミルトンで死去する。